# 馬場目川
馬場目川（ばばめがわ）は、秋田県南秋田郡五城目町・八郎潟町・井川町・大潟村・潟上市・男鹿市を流れる二級河川である。「ばばのめがわ」とも呼ばれる。

## 地理
秋田県最大の二級河川である。五城目町の南東、秋田市との境に聳える馬場目岳に源を発し、落合で大倉又沢に合流して北流する。杉沢付近で曲流・蛇行しながら西流する。荷背ノ峠付近で南北に走る断層を横切るため、狭溢部ができる。五城目町の市街地の外れで富津内川と合流し、馬場目川三角洲を形成し八郎潟調整池に入る。八郎潟で三種川、井川、馬踏川などを合わせ、南西部の船越水道を経て日本海に注ぐ。八郎潟を擁することが水系の大きな特徴である。
下流では大川とも呼ばれ、古名も大河と称し、流域の地名も大河と呼ばれた。川名の「ばば」は崖を、「め」は狭い部分を意味する。上流に滝や渓谷があり、杉沢には発電所がある。
近世に入ってから秋田藩の新田開発政策により、藩士の戸村義国（十太夫）が、1605年〜1607年（慶長10年-12年）までに水源を馬場目川の中流にもとめて旧河沿いに開削し、用水路（戸村堰）をつくった。この用水路によって1648年（慶安元年）までに開田がおこなわれた。また、1617年（元和3年）には真崎長右衛門が、馬場目川中流に水源を求めて、馬場目川の左岸地帯を西方に向かって用水路（真崎堰）を開削、翌年完成し、1622年（元和8年）に開田を完了した。戸村堰の受益田地は500ha、真崎堰の受益田地は1000haにも及んでいる。川の上流地は見事な森林地帯で、馬場目川は運材の重要河川であった。また、流域では孔雀石を産する。
古代の馬場目川は北方を流れていた。八郎潟町夜叉袋集落の北端には蝦夷湊という地名がある。その昔、この地に馬場目川が流れていたと言われている。平安中期の歌人であり学者である源順が承久年間（931年-938年）に編纂した『和名類聚抄』という辞書がある。この辞書は、当時のあらゆる事や物の名前と読み、意味がおさめられていて、見方によっては百科事典とも言える。この本には10世紀半ばの国名・郡名・郷名の全てがおさめられていて、出羽の国の最も北が率浦郷（ひきうらごう）であった。率浦は「率土の果て」という意味で、ここが律令国家の北の果てであった。五城目町の森山、高岳山、三倉鼻が国の境で、これより北には国・郡・郷は無かった。この地より先は蝦夷と呼ばれた人たちの土地となっていた。このころの馬場目川は蝦夷の地との境ともなっていた。
文治5年（1189年）に鎌倉政権に対して反乱を起こした大河兼任はこの馬場目川（大河）周辺が本拠地である。

## 災害
- 2023年（令和5年）7月15日 - 豪雨により馬場目川が氾濫[6]。

## 流域の自治体
秋田県
南秋田郡五城目町、八郎潟町、井川町
潟上市、男鹿市

## 参考資料
- 「角川日本地名大辞典」編纂委員会 『角川日本地名大辞典 5 秋田県』 角川書店、1980年3月8日。ISBN 4-04-001050-7。